# كاناكو كوندو
كاناكو كوندو (باليابانية: 近藤佳奈子؛ بالكانا: こんどう かなこ) هي مؤدية صوت ومغنية يابانية، ولدت في 26 يونيو 1981 في طوكيو في اليابان.

## وصلات خارجية
- الموقع الرسمي
- كاناكو كوندو على موقع IMDb (الإنجليزية)
- كاناكو كوندو على موقع ميوزك برينز (الإنجليزية)
- كاناكو كوندو على موقع ANN person (الإنجليزية)